# Arlecdon and Frizington
Arlecdon and Frizington est une paroisse civile de Cumbria, située dans le nord-ouest de l'Angleterre.
Sa population était de 3 607 habitants en 2011